# والنتین موسکوین
والنتین موسکوین (اوکراینی: Валентин Москвин؛ زادهٔ ۴ مهٔ ۱۹۶۸) بازیکن فوتبال اهل اتحاد جماهیر شوروی سوسیالیستی است.
از باشگاه‌هایی که در آن بازی کرده‌است می‌توان به باشگاه فوتبال کریفباس کریفیی ریه، باشگاه فوتبال دنیپرو، باشگاه فوتبال هاپوئل کفار سابا، و باشگاه فوتبال اسپارتاک ایوانو-فرانکیفسک اشاره کرد.
وی همچنین در تیم ملی فوتبال اوکراین بازی کرده‌است.